# Joseph Zwinger
Joseph Zwinger (* 18. März 1705 in Haunersdorf bei Landau an der Isar; † 13. Juni 1772 in Konstanz oder im Augustinerinnenkloster Inzigkofen) war Jesuitenpater und Hochschullehrer in der Schweiz und in Deutschland.

## Leben und Wirken
Er trat 1725 im Jesuitenkolleg in Landsberg der Gesellschaft Jesu bei. Im Rahmen der jesuitischen Ausbildung studierte er von 1731 bis 1735 Theologie an der Universität Ingolstadt und wurde am 4. Juni 1735 in Eichstätt zum Priester geweiht. Ordensüblich wurde er anschließend als Professor für Philosophie an den ordenseigenen Gymnasien (Kollegien) eingesetzt, unter anderem in Augsburg und in Dillingen. 
Danach war er von 1743 bis 1748 Theologieprofessor am Jesuitenkollegium im schweizerischen Luzern, von 1748 bis 1752 an der Universität Freiburg im Breisgau und von 1752 bis 1758 an der Universität Ingolstadt, wo er an der theologischen Fakultät Dogmatik lehrte. Dann kehrte er wieder nach Luzern zurück, wo er von 1758 bis 1761 als Rektor des Jesuitenkollegiums wirkte. Ein weiteres Rektorat schloss sich 1762/63 an der Universität Dillingen an. In seinen letzten Lebensjahren wohnte er auf Schloss Inzigkofen des Hauses Hohenzollern-Sigmaringen und wirkte als Beichtvater des Konstanzer Fürstbischofs und Kardinals Franz Konrad von Rodt, der ihn um drei Jahre überlebte. 
Er galt als „vir eloquens ac eruditus“, als redegewandter und hochgebildeter Mensch.

## Werke
- Feyerliche Beysezung des … hochwürdigsten Bischoffen und des Heiligen Römischen Reichs Fürsten zu Konstanz Casimiri Antonii (= Casimir Antonius Reichsfreiherr von Sickingen zu Hohenburg, Herr der Reichenau und Oeningen), Freyburg im Breyßgau 1750, 47 S.
- Apologia divi Hieronymi adversus Johannem Clericum, Freyburg im Breyßgau 1752
- Lob-Rede auf die Welt-berühmte Feyer der sogenannten Engelweyhe in Einsiedeln... gehalten von P. Josepho Zwinger, der Gesellschaft Jesu, Collegii Lucernensis Rectore den 20ten Tag des Herbstmonats des 1760ten Jahres (o. O. 1760)